# Szabó-Kasornya Dávid
Szabó-Kasornya Dávid (Székesfehérvár, 1994. február 18. –) magyar színész, modell, producer, forgatókönyvíró.

## Életpályája
2010-től a Bánfalvy Ágnes Nemzetközi Színészképző Stúdióban folytatja színész tanulmányait. A közönség először a Jóban Rosszban című magyar televíziós sorozatban láthatta, egy pár mondatos epizódszerepben. Később kapcsolatba került a websorozatok világával. Először a Süketszoba websorozatban játszott egy epizódszerepet, mint Sanyi, majd megkapta első főszerepét a Téves hívás című sorozatban játssza Jake szerepét.

## Filmjei

### Színészként
- Téves hívás (2012) - Jake/Dani
- Süketszoba (2011) - Sanyi
- Jóban Rosszban(2010-2011) - Csillagkúti diák

### Producerként
- Téves hívás (2012)

### Forgatókönyvíróként
- Téves hívás (2012-)